# Невельський район (Псковська область)
Не́вельський райо́н (рос. Невельский район) — муніципальне утворення у складі Псковської області, Російська Федерація.
Адміністративний центр — місто Невель. Район включає 11 муніципальних утворень.

## Уродженці
Грибальова Валентина Олександрівна (1919 — 1945) — радянська танкістка, учасниця німецько-радянської війни, старший сержант.